# Plagiochila spinulosa
Plagiochila spinulosa är en levermossart som först beskrevs av James Jacobus J. Dickson, och fick sitt nu gällande namn av Barthélemy Charles Joseph Dumortier. Plagiochila spinulosa ingår i släktet bräkenmossor, och familjen Plagiochilaceae. Arten har ej påträffats i Sverige.